# Oostenrijks curlingteam (gemengd)
Het Oostenrijkse curlingteam vertegenwoordigt Oostenrijk in internationale curlingwedstrijden.

## Geschiedenis
Oostenrijk ontbrak op het allereerste internationale curlingtoernooi voor gemengde landenteams; het Europees kampioenschap van 2005. Een jaar later was het land wel present op het EK. Het werd geplaatst in een groep met Zweden, Italië, Estland, Spanje en Slowakije. Het wist te winnen van Zweden en Slowakije. Een gedeeld vijftiende plaats. In 2007 en 2012 werden de play-offs gehaald. De strijd om het brons wisten de Oostenrijkers niet te winnen.
Na de tiende editie van het EK werd beslist het toernooi te laten uitdoven en te vervangen door een nieuw gecreëerd wereldkampioenschap voor gemengde landenteams. De eerste editie vond in 2015 plaats in het Zwitserse Bern. Oostenrijk tekende present. Het land eindigde nooit in  de bovenste regionen.

## Oostenrijk op het wereldkampioenschap
| Jaar | Plaats | Skip                | WG | W | V | PV | PT |
| ---- | ------ | ------------------- | -- | - | - | -- | -- |
| 2015 | 22     | Karina Toth         | 8  | 3 | 5 | 44 | 45 |
| 2016 | 19     | Andreas Unterberger | 7  | 4 | 3 | 46 | 28 |
| 2017 | 36     | Andreas Unterberger | 7  | 0 | 7 | 26 | 46 |
| 2018 | 30     | Gunter Dressler     | 7  | 1 | 6 | 22 | 63 |
| 2019 | 32     | Andreas Unterberger | 7  | 1 | 6 | 19 | 53 |
| 2022 | 20     | Gernot Higatzberger | 8  | 4 | 4 | 35 | 47 |
| 2023 | 18     | Gernot Higatzberger | 7  | 3 | 4 | 36 | 46 |
| 2024 | 29     | Johann Karg         | 6  | 2 | 4 | 26 | 46 |

## Oostenrijk op het Europees kampioenschap
| Jaar | Plaats        | Skip                | WG            | W             | V             | PV            | PT            |
| ---- | ------------- | ------------------- | ------------- | ------------- | ------------- | ------------- | ------------- |
| 2005 | Geen deelname | Geen deelname       | Geen deelname | Geen deelname | Geen deelname | Geen deelname | Geen deelname |
| 2006 | 15            | Markus Schagerl     | 5             | 2             | 3             | 29            | 37            |
| 2007 | 4             | Andreas Unterberger | 9             | 5             | 4             | 53            | 52            |
| 2008 | 15            | Markus Schagerl     | 7             | 4             | 3             | 45            | 45            |
| 2009 | 9             | Karina Toth         | 7             | 4             | 3             | ?             | ?             |
| 2010 | 5             | Claudia Toth        | 7             | 6             | 1             | ?             | ?             |
| 2011 | 5             | Christian Roth      | 9             | 7             | 2             | 58            | 29            |
| 2012 | 4             | Karina Toth         | 10            | 5             | 5             | 55            | 50            |
| 2013 | 13            | Mathias Genner      | 7             | 4             | 3             | 44            | 35            |
| 2014 | 11            | Karina Toth         | 8             | 5             | 3             | 50            | 51            |